# Informacja niejawna

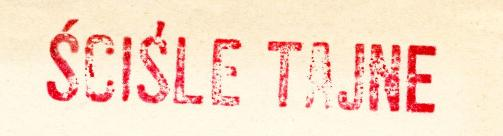
Stempel „Ściśle tajne” na przedwojennych dokumentach wojskowych

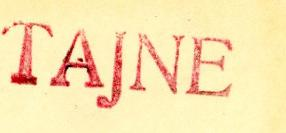
Stempel „Tajne”

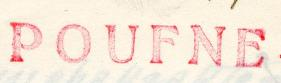
Stempel „Poufne”

Informacja niejawna – polski termin prawny, który został zdefiniowany w ustawie o ochronie informacji niejawnych z 5 sierpnia 2010 roku. Oznacza informację, której nieuprawnione ujawnienie (także w trakcie jej opracowywania oraz niezależnie od formy i sposobu jej wyrażania) spowodowałoby lub mogłoby spowodować szkody dla Rzeczypospolitej Polskiej albo byłoby z punktu widzenia jej interesów niekorzystne.

## Podstawowe regulacje
Podstawowe regulacje wprowadzone przepisami Ustawy z dnia 5 sierpnia 2010 r. o ochronie informacji niejawnych:
- usunięcie podziału informacji niejawnych na tajemnicę państwową i służbową,
- nowe definicje poszczególnych klauzul tajności (patrz niżej),
- brak ustawowych terminów ochrony informacji niejawnych,
- obowiązek dokonywania przeglądów informacji niejawnych co 5 lat,
- nowe zasady i tryb przeprowadzenia postępowań sprawdzających,
- bezpieczeństwo teleinformatyczne oparte na wynikach analizy ryzyka,
- bezpieczeństwo fizyczne oparte na wynikach analizy zagrożeń,
- uelastycznienie przepisów dotyczących bezpieczeństwa przemysłowego,
- zniesienie wykazu stanowisk i rodzajów prac zleconych (rozporządzenie Rady Ministrów z dnia 9 lutego 1999 r.),
- nowe zasady organizacji kancelarii tajnych,
- szkolenia z zakresu ochrony informacji niejawnych nie rzadziej niż co 5 lat.

## Klauzule tajności
Informacjom niejawnym nadaje się klauzulę:
- ściśle tajne, jeśli ich nieuprawnione ujawnienie spowoduje wyjątkowo poważną szkodę dla Rzeczypospolitej Polskiej przez to, że: zagrozi niepodległości, suwerenności lub integralności terytorialnej Rzeczypospolitej Polskiej;
- tajne, jeśli ich nieuprawnione ujawnienie spowoduje poważną szkodę dla Rzeczypospolitej Polskiej przez to, że: uniemożliwi realizację zadań związanych z ochroną suwerenności, lub porządku konstytucyjnego Rzeczypospolitej Polskiej;
- poufne, jeśli ich nieuprawnione ujawnienie spowoduje szkodę dla Rzeczypospolitej Polskiej przez to, że: utrudni prowadzenie bieżącej polityki zagranicznej Rzeczypospolitej Polskiej;
- zastrzeżone, jeśli nie nadano im wyższej klauzuli tajności, a ich nieuprawnione ujawnienie może mieć szkodliwy wpływ na wykonywanie przez organy władzy publicznej lub inne jednostki organizacyjne zadań w zakresie obrony narodowej Rzeczypospolitej Polskiej.

## Kontrola ochrony informacji niejawnych
Kontrolę ochrony informacji niejawnych prowadzą Agencja Bezpieczeństwa Wewnętrznego i Służba Kontrwywiadu Wojskowego w zakresie opisanym w ustawie o ochronie informacji niejawnych z 5 sierpnia 2010 roku.

## Odpowiedzialność karna
Za ujawnienie informacji o klauzuli ściśle tajne albo tajne polski Kodeks karny przewiduje karę pozbawienia wolności od 3 miesięcy do 5 lat. Za ujawnienie informacji o klauzuli poufne lub zastrzeżone przez funkcjonariusza publicznego grozi kara pozbawienia wolności do 3 lat.